# كتاب (إب)
كتاب هي إحدى قرى الجمهورية اليمنية. تتبع جغرافيا لمحافظة إب وإداريًا لمديرية يريم. يبلغ تعداد سكانها 5498 نسمة حسب الإحصاء الذي أجري عام 2004.